# 俄羅斯方塊
《俄羅斯方塊》，是1980年末期至1990年代初期風靡全世界的電腦遊戲，是落下型益智遊戲的始祖，電子遊戲領域的代表作之一，為蘇聯首個在美國發佈的娛樂軟體。此遊戲最初由阿列克謝·帕基特諾夫在蘇聯設計和編寫，於1984年6月6日首次發佈，當時他正在蘇聯科學院電算中心工作。此遊戲的名稱是由希臘语數字「四」的前綴「tetra-」（因所有落下方块皆由四块组成）和帕基特諾夫最喜歡的運動網球（「tennis」）拼接而成，華語地區則因遊戲為俄羅斯人發明普遍稱為「俄羅斯方塊」。
此遊戲和其續作可於幾乎所有電子遊戲機和電腦作業系統上遊玩，亦可於图形计算器、手提電話、可攜式媒體播放器、個人數碼助理、互聯網無線電設備上遊玩，甚至能以彩蛋的形式在非媒體產品上遊玩，如示波器。此遊戲甚至啟發了《俄羅斯方塊》餐具。甚至在大楼外墙实现了相应的模式。
於1980年代，此遊戲除了成為一個熱門的家用电脑和街機遊戲外，還成為Game Boy史上最受歡迎的遊戲。《電子遊戲月刊》在2007年將此遊戲列為「最偉大的100個遊戲」中的第1位，並獲IGN列為「最偉大的100個遊戲」中的第2位（僅次於《超级马力欧兄弟》）。截至2009年，此遊戲已售出逾7000萬 （页面存档备份，存于）萬套遊戲。於2010年1月，此遊戲於手提電話上已售出逾1億套遊戲。
直到今日，俄羅斯方塊在各平台上以2億200萬總銷量（約7000萬的實體銷量和約1億3200萬的付費遊戲下載銷量）成為有史以來第三暢銷的電子遊戲，僅次於和《侠盗猎车手V》。

## 簡介

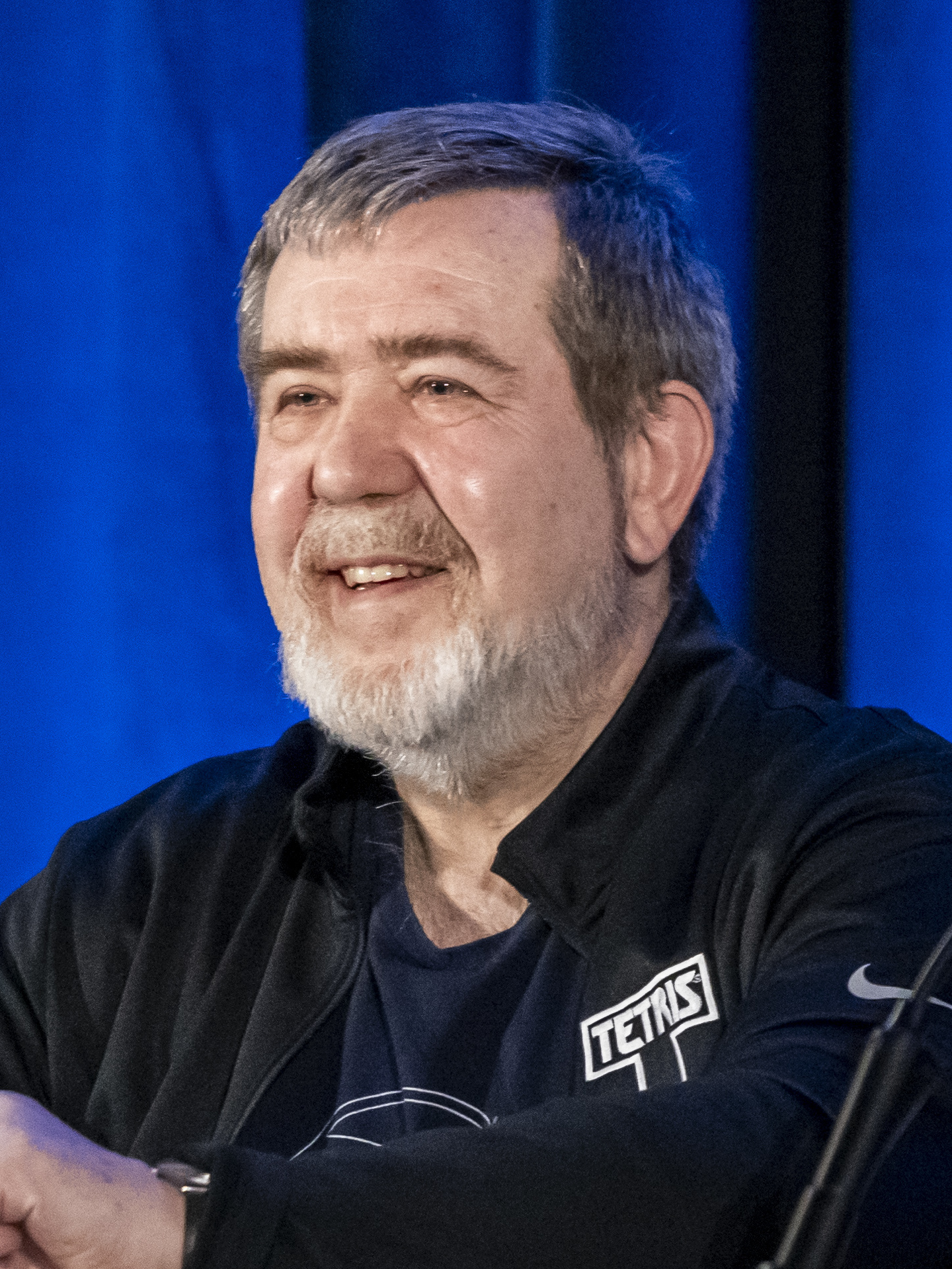
阿列克謝·帕基特諾夫，《俄羅斯方塊》創造者

《俄羅斯方塊》原本是前蘇聯科學家阿列克謝·帕基特諾夫利用空闲时间所编寫在1984年6月6日發表的游戏程序，据说游戏的作者最喜欢网球（Tennis）运动，于是，他把来源于希腊语的tetra（意为“四”）与其结合，造了“tetris”一词，之後開始提供授權給各個遊戲公司，造成各平台上軟體大量發行的現象。
1989年推出的Game Boy版《俄羅斯方塊》在日本賣出424萬套，是Game Boy史上賣得最好的遊戲。波斯灣戰爭時，也是前線美軍最常拿來消磨時間的遊戲之一。
由於《俄羅斯方塊》具有數學性、動態性與知名度，也經常被用來作為遊戲程式設計的練習題材。按照金氏世界紀錄，俄羅斯方塊現時一共有9個世界紀錄，例如行動電話下載次數最多的遊戲等。

## 背景音樂
配樂為19世紀俄羅斯民歌《貨郎》（俄語：Коробейники，罗马字转写：Korobeiniki）。

## 遊戲系統

各种四格骨牌由左至右，上至下的英文字母代号：I、J、L、O、S、T、Z

《俄羅斯方塊》是由七種四格骨牌構成，全部都由四個方塊組成。開始時，一個隨機的方塊會從區域上方開始緩慢繼續落下。落下期間，玩家可以以90度為單位旋轉方塊，以格子為單位左右移動方塊，或讓方塊加速落下。當方塊下落到區域最下方或着落到其他方塊上無法再向下移動時，就會固定在該處，然後一個新的隨機的方塊會出現在區域上方開始落下。當區域中某一橫行（列）的格子全部由方塊填滿时，則該列會被消除並成為玩家的得分。同時消除的行數越多，得分指數级上升。玩家在遊戲中的目的就是盡量得分。當固定的方塊堆到區域最顶端而無法消除層數時，遊戲就會結束。部分遊戲提供單格方塊，那些單格方塊能穿透固定的方塊到達最下層空位。其他的改版中則出現更多特別的造型。
不同的方塊能清除的列數不同。I方塊最多能清除4列，J、L方塊最多能清除3列，而剩餘的則最多只能清除2列。
一般來說，遊戲還會提示下一個将要落下的方塊，熟練的玩家會計算到下一個方塊將要如何擺放。由於遊戲能不斷進行下去，對商業用遊戲不太理想，所以方塊下落速度一般還會隨著遊戲的進行而加速提高難度。

NES版本俄羅斯方塊的封面

### 計分系統
在遊戲中，當玩家清除越難清除的列，玩家所獲得的分數就會越高。例如:當玩家清除1列能獲得100分，清除4列能獲得800分，而清除備份方塊則能獲得1200分。

## 衍生遊戲
《俄羅斯方塊》由於受到歡迎，有些遊戲廠商以其為藍本（基础），開發出不同的衍生遊戲：
- 決戰俄羅斯（Face to Face）：台灣交通大學大一學生蔡祈岩與王功華製作、1990年由智冠科技（當時叫軟體世界）出版，加入兩人對戰及許多道具，並首創與電腦對戰功能，以操作流暢與合理設計將這款遊戲推向全新高度，迅速風靡陆港台及亞洲各國，是華人自製電腦遊戲的濫觴。
- 立體方塊：將原本2D的方塊改為3D，以增加遊戲的挑戰性。[16]
- 爆炸方塊(BomBliss)：1991年12月13日起與俄羅斯方塊的新興打法，都是以長方形/正方形來計算，條數高爆炸範圍最高(4條以上就可以成為一個正方型)。並且將4個小炸藥匯合一個大炸藥，範圍為10x10。
- 閃電方塊(Sparkliss)：1994年12月16日起與俄羅斯方塊的新興打法(超任 俄羅斯方塊3)，都是以十字來計算，原始範圍是3格十字，條數高範圍最高。並且將4個小炸藥匯合一個大炸藥，範圍為全範圍十字。只要包住範圍的內部就會消失。
- 臉譜方塊：將人的臉譜分割成五等份（額頭、眼睛、鼻子、嘴巴、下巴），須將隨機落下的臉譜各部份拼成正確的臉譜方可消除並得分。

## 知識產權問題

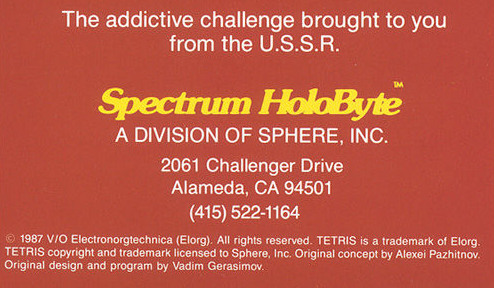
1987年由光譜碼發行家用電腦版《俄羅斯方塊》封底的ELORG版權聲明

《俄羅斯方塊》的知識產權最初由隶属于蘇聯对外贸易部，1971年成立的全联盟电子设备联合会（簡稱ELORG）持有（因為當時知識產權的概念於蘇聯並不存在，而設計出該遊戲的阿列克謝·帕基特諾夫工作於蘇聯政府建立的蘇聯科學院電腦中心，所以等同於國有），即使在1991年苏联解体後ELORG成為私人公司亦一直持有著作權。
《俄羅斯方塊》於1984年發佈後數年已被多家遊戲公司為多個平台發行，最先由英國遊戲發行商仙女座軟件的創辦人羅拔·施泰因從帕基特諾夫得到許可並授權給鏡報集團報業公司旗下電子遊戲部門Mirrorsoft於家用電腦平台發行（當時帕基特諾夫同意讓ELORG於1985年開始在10年內處理所有授權），至於街機版本雖然多取得授權，但因為其規則簡單、容易開發，事實上有很多未經授權的產品，當中最突出的是1980年代後期因未取得版權持有者ELORG授權而引起的版權爭奪戰（主要是由施泰因、鏡報集團報業公司CEO凱文·麥克斯韋和防弹软件創辦人亨克·羅傑斯為取得家用和手持遊戲機發行許可而前往蘇聯進行談判），結果於1989年3月由日本電子遊戲巨頭任天堂（羅傑斯的合作方）取得家用和手持遊戲機平台上發行的許可（施泰因取得的家用電腦平台上發行的許可仍然保留至合約期滿）。在任天堂發行很長的一段時間後，版權於1996年（亦是ELORG獨家持有著作權到期後）由帕基特諾夫和羅傑斯在美國共同新成立的俄罗斯方块公司（The Tetris Company，簡稱TTC）繼承（曾與ELORG共同持有，2005年1月ELORG將公司出售給俄罗斯方块公司後倒閉）。
微軟在1990年爲其Windows 3.0系統推出名爲《微軟娛樂包》的遊戲合集時，最初由於擔心版權糾紛而猶豫是否要把俄羅斯方塊排除在外，後來，當微軟市場部通過同ELORG的談判取得Windows版俄羅斯方塊的發行權後，微軟在該遊戲集合的包裝上上貼出了「現已加入Windows版俄羅斯方塊！」（Now includes Tetris for Windows!）字樣的貼紙。由於談判在最後一刻才敲定，數以千計的貼紙全部由微軟員工親手進行張貼。

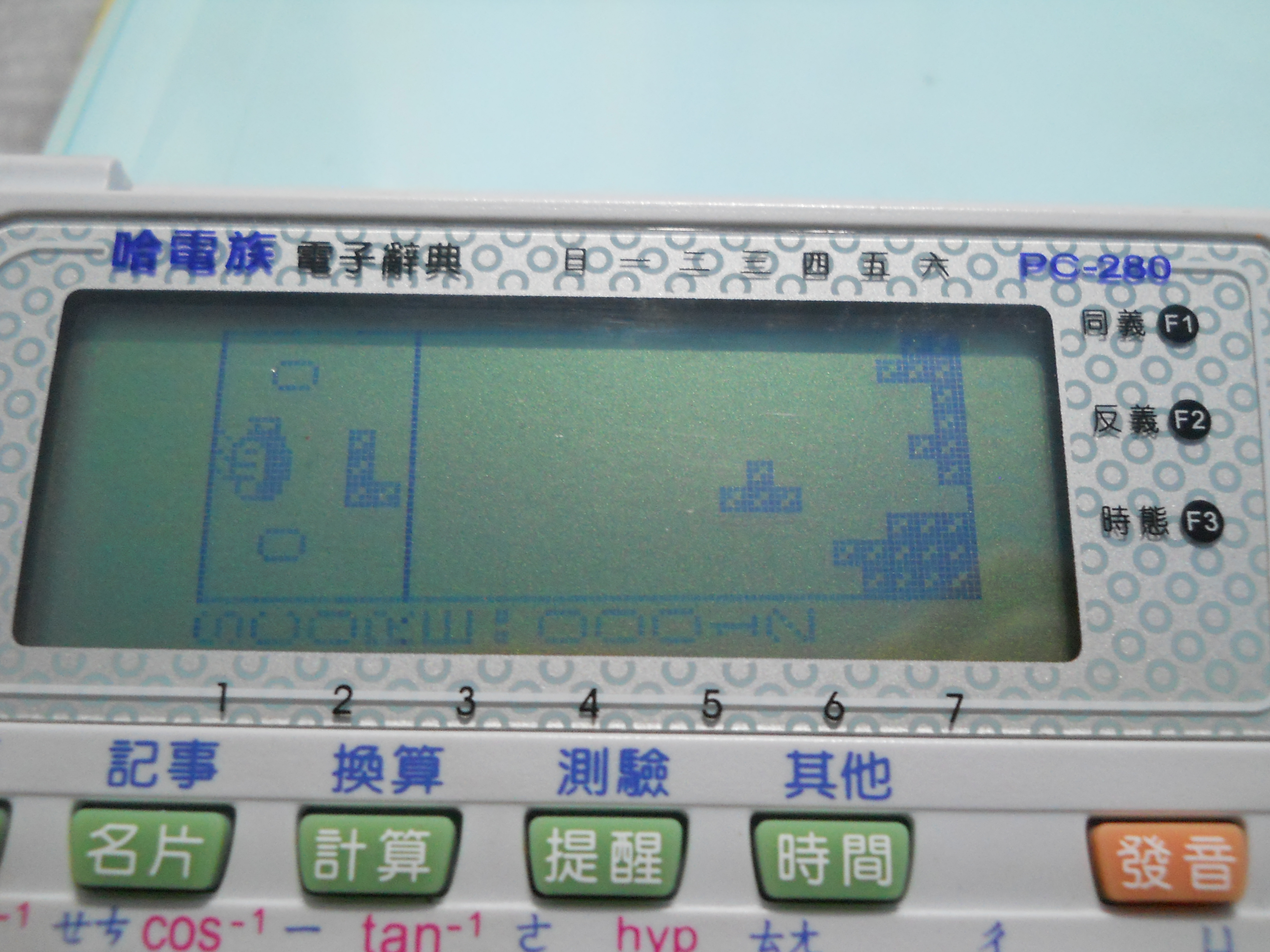
在一台PDA上遊玩未授權的俄羅斯方塊

1990年代初期，全世界大量流行的小型遊戲機，多半為類似《俄羅斯方塊》的遊戲，都不是授權產品。
甚至，很多故意不用Tetris名稱之類似《俄羅斯方塊》的遊戲機器在著作權官司中事實上都獲得了勝訴。這意味著《俄羅斯方塊》這類單純數學性質的遊戲，權利人在著作權訴訟中也很有可能居於劣勢，這對遊戲開發廠商來說是很大的衝擊。因此，很多遊戲開發廠商都有不太願意開發這類數學性質遊戲的傾向。
《俄羅斯方塊》版權爭奪戰的故事於2023年改編成為電影。

## 評價
| 媒体           | 得分   |
| -------------- | ------ |
| 撞擊           | 77%    |
| 电脑与电子游戏 | 94%    |
| Sinclair User  | [ 22 ] |
| Your Sinclair  | 9/10   |
| Zzap!64        | 98%    |
| ACE            | 95%    |

| 媒体          | 奖项                |
| ------------- | ------------------- |
| Zzap!64       | 金牌                |
| Sinclair User | Sinclair User經典獎 |

此遊戲獲得的評價極高。在雜誌《龍》第135期中，哈特利，帕特里夏和柯克給予此遊戲的IBM版本4.5/5分。後來，他們於《龍》第141期將評分改為滿分。於1993年，此遊戲的Spectrum版本獲雜誌《Your Sinclair》列為「官方史上百強遊戲」第49位。於1996年，《俄羅斯方塊專業版》獲雜誌《Amiga Power》名為史上第38最佳遊戲。
於2007年，電子遊戲網站GameFAQs舉辦其第六次年度「角色戰役」。在這個活動中，用戶能提名自己喜歡的電子遊戲角色參與角色戰役。《俄羅斯方塊》中的L形方塊獲提名參與角色戰役，並於該活動中勝出。於2009年6月6日，谷歌為了紀念《俄羅斯方塊》25週年，便將其標誌暫時改為由俄羅斯方塊砌成的字母。於2009年，《Game Informer》將此遊戲列為「史上200強遊戲」的第3位。
《吉尼斯世界紀錄大全》已承認此遊戲為移植次數最多的電子遊戲。截至2011年，此遊戲能於56種平台上遊玩。

### 治療功效
有研究者发现玩俄罗斯方块游戏有助于防止創傷後壓力症的发生，可能是这个游戏能够对大脑储存视觉记忆的功能产生干扰，从而保护病人免受创伤后应激反应的影响。也有学者发现玩俄罗斯方块并且佩戴一种特殊的眼镜可以治疗儿童弱视。

## 外部連結
- 官方网站
- Tetris(俄羅斯方塊)的故事 - Gaming Historian（页面存档备份，存于） - YouTube。俄羅斯方塊開發者的故事，以及數家公司爭奪版權的詳細歷史。
- 原始的俄羅斯方塊：故事和下載（页面存档备份，存于）
- 數學家證明俄羅斯方塊是艱難的
- 腦成像圖顯示玩俄羅斯方塊能改善腦效率和加厚大腦皮層
- 證人：創作俄羅斯方塊（页面存档备份，存于）
- 俄羅斯方塊玩具 （页面存档备份，存于）
- 互联网电影数据库（IMDb）上《Tetris: From Russia with Love》的资料（英文） –紀錄片
- 互联网电影数据库（IMDb）上《Ecstasy of Order: The Tetris Masters》的资料（英文） –紀錄片
- 俄羅斯方塊線上玩